# بورلي اون تامس (باركشير)
بورلي اون تامس (بالإنجليزية: Purley on Thames)‏ هي قرية و أبرشية مدنية تقع في المملكة المتحدة في إنجلترا. يقدر عدد سكانها بـ 4,394 نسمة ومساحتها 4.27 كم2 .